# Jonathan S. Stokes
Jonathan S. Stokes, född ca 1755 i Chesterfield, Derbyshire, död 30 april 1831 i Kidderminster, Worcestershire, var en brittisk läkare och botaniker. Han var en tidig förespråkare för hjärtmedicinen Digitalis.
Auktorsnamnet Stokes kan användas för Jonathan S. Stokes i samband med ett vetenskapligt namn inom botaniken; se Wikipediaartiklar som länkar till auktorsnamnet.